# Grábóc
Grábóc è un comune dell'Ungheria centro-meridionale di 180 abitanti (dati 2008). È situato nella contea di Tolna.